# Toku Hime
Toku-hime (督姫; 1565 - 3 maart 1615) was een prinses (hime) tijdens de Japanse Sengokuperiode en Edoperiode. Ze was de tweede dochter van Tokugawa Ieyasu, en stond ook wel bekend als Ofū, Tomiko, Harima-gozen, en Ryōshō-in.
In 1582, na de val van de Takeda-clan en de dood van Oda Nobunaga, hadden de provincies Kai en Shinano tijdelijk geen heerser. Tokugawa Ieyasu en Hojo Ujinao, twee machtige daimyo, claimden beiden de gebieden. De twee hadden echter ongeveer evenveel macht en met de gedachte dat een serieuze oorlog zelfs de winnaar zou verzwakken besloten ze vrede te sluiten. Als onderdeel van het vredesverdrag stemde Ieyasu ermee in dat Toku zou trouwen met Ujinao.
In 1590 versloeg Toyotomi Hideyoshi de Hojo-clan tijdens het beleg van Odawara. Ujinao keerde zich tot zijn schoonvader Ieyasu, die Hideyoshi bewoog de levens van Ujinao en Toku te sparen. Ze werden uiteindelijk verbannen naar de berg Koya, waar Ujinao het jaar daarop zou sterven. Omdat Toku geen kinderen had van Ujinao keerde ze terug naar Ieyasu.
In 1594 regelde Hideyoshi een huwelijk tussen Toku en Ikeda Terumasa. Ze baarde hem vijf zonen, waaronder Ikeda Tadatsugu en Ikeda Tadakatsu. Tadatsugu werd heer van kasteel Okayama toen hij vijf jaar oud was, na de dood van Kobayakawa Hideaki, die geen erfgenaam had. Hij zou aan ziekte sterven in de winter na het beleg van Osaka; De tweede zoon van Toku, Tadakatsu, volgde hem op.